# Xã Clear Creek, Quận Pottawatomie, Kansas
Xã Clear Creek (tiếng Anh: Clear Creek Township) là một xã thuộc quận Pottawatomie, tiểu bang Kansas, Hoa Kỳ. Năm 2010, dân số của xã này là 140 người.